# The Equalizer 2 - Senza perdono
The Equalizer 2 - Senza perdono (The Equalizer 2) è un film del 2018 diretto e co-prodotto da Antoine Fuqua.
La pellicola, con protagonista Denzel Washington, è il sequel di The Equalizer - Il vendicatore (2014). Si tratta della quarta collaborazione tra Washington e Fuqua dopo Training Day, il primo Equalizer e I magnifici 7, oltre che il primo sequel di Fuqua e Washington in tutta la loro carriera. Il film è interpretato anche da Pedro Pascal, Ashton Sanders, Orson Bean, Bill Pullman e Melissa Leo.
È il secondo film del franchise The Equalizer.

## Trama
Robert McCall, ex agente segreto della Defense Intelligence Agency (DIA), vive a Roxbury, un quartiere popolare di Boston, si guadagna da vivere facendo l'autista per la Lyft e assiste le persone che hanno dei problemi. Ma con l'aiuto della sua cara amica ed ex collega della CIA Susan Plummer continua ad operare in azioni anche complesse, come il recupero ad Istanbul della figlia della proprietaria di una libreria di Boston, rapita dal padre. Aiuta anche Sam Rubinstein, un anziano sopravvissuto all'Olocausto che sta cercando di rientrare in possesso di un dipinto della sorella, che non vede dal momento della deportazione.
Susan, insieme a Dave York, un tempo collega di McCall, viene incaricata delle indagini su un apparente omicidio-suicidio avvenuto a Bruxelles, dove un agente della CIA ha ucciso la moglie per poi spararsi. Lei e York si recano a Bruxelles ed appena finito il sopralluogo Susan chiede di tornare a Washington, ma in hotel viene aggredita e uccisa nella sua stanza, per quella che sembra una rapina. Appena riceve dal marito di lei la notizia della morte di Susan, McCall inizia ad indagare, sia sulla morte dell'agente, che ha portato Susan a Bruxelles, sia sull'aggressione in hotel. Le circostanze della morte della moglie dell'agente ed il tipo di pugnalata, abilmente inferta, che ha ucciso Susan fanno insospettire McCall, che a quel punto si mette in contatto con York, che lo credeva morto da anni, informandolo delle sue scoperte.
Durante una delle sue corse come autista McCall viene attaccato da un passeggero, che però uccide. Dal telefono del killer scopre che York era nella lista delle chiamate e va a trovarlo a casa. York ammette di essere diventato un killer a pagamento, così come tutta la squadra di cui faceva parte McCall, dopo essersi sentito usato e poi scaricato dall'agenzia; ammette anche che lui stesso ha finito Susan, poiché avrebbe capito chi c'era dietro l'omicidio di Bruxelles. Uscendo di casa trovano il resto della squadra, Kovac, Ari e Resnik che li stanno aspettando e McCall gli dice che a loro non darà l'occasione per scegliere di tornare sulla retta via, perché hanno ucciso la sua amica e lui farà altrettanto con loro. Riesce poi a fuggire in tutta sicurezza ottenendo un passaggio dalla moglie e dai figli di York, ignari di tutto.
Resnik e Ari vanno a casa di Susan per ucciderne il marito, ma McCall lo aiuta a fuggire. York e Kovac intanto irrompono nell'appartamento di McCall, dove Miles, un ragazzo che abita nello stesso palazzo e a cui McCall è affezionato, sta dipingendo le pareti. McCall, usando un sistema di video sorveglianza dell'appartamento, cerca inutilmente di far nascondere Miles, che viene catturato dai due assassini. Durante una telefonata McCall dice a York che sa dove trovarlo e questi immagina che si tratti della casa in cui viveva con la moglie.
Tutta la squadra si porta sul posto, una cittadina sulla costa che al momento è stata evacuata a causa dell'arrivo di un violento uragano. Kovac, Ari e Resnik iniziano a perquisire la casa ed il panificio che era della moglie di McCall, mentre York si colloca sulla torre dell'acquedotto, ottimo posto per un cecchino. Kovac viene ucciso con un grosso arpione da pesca. Mentre si dirige verso il mare, Ari viene distratto dalle tante foto di Susan che trova attaccate ad un muro e McCall lo accoltella mortalmente. Resnik viene poi attirato nel panificio, dove rimane ucciso dall'esplosione della nuvola di farina creata da McCall, che amplifica l'esplosione della granata stordente che Resnik lancia nel panificio prima di entrare. York rivela di avere Miles legato nel bagagliaio della sua auto e inizia a sparargli per attirare McCall. Con il crescere della tempesta, York cade per una fortissima raffica di vento prima di essere affrontato da McCall in cima alla torre. Dopo un breve, ma intenso combattimento, McCall prende il sopravvento e uccide York, spingendolo poi giù dalla torre, dove il cadavere viene risucchiato dal mare in tempesta.
Dopo essere riuscito a rintracciare la sorella di Sam Rubinstein, McCall si stabilisce nel luogo dell'ultima battaglia: la casa sul mare dove aveva vissuto con sua moglie.

## Produzione
Nell'aprile 2015 la Sony annuncia il film, nuovamente interpretato da Denzel Washington e diretto da Antoine Fuqua. Le riprese del film sono iniziate il 14 settembre 2017 a Boston.

## Promozione
Il 18 aprile 2018 viene diffuso il primo poster del film, mentre il primo trailer viene diffuso il giorno seguente.

## Distribuzione
Il film è stato distribuito nelle sale cinematografiche statunitensi a partire dal 20 luglio 2018 ed in quelle italiane dal 13 settembre dello stesso anno.

## Accoglienza

### Incassi
Nel primo weekend di programmazione nelle sale statunitensi, il film si posiziona al primo posto del botteghino incassando 35,8 milioni di dollari.
A fronte di un budget di 55 milioni di dollari, la pellicola ne ha incasati circa 102,1 milioni in Nord America e 88,3 milioni nel resto del mondo, per un totale di 190400157 $.

### Critica
Il film ha ricevuto recensioni contrastanti da parte della critica. Sull'aggregatore di recensioni Rotten Tomatoes ha un indice di gradimento del 52% basato su 211 recensioni, con un voto medio di 5,7 su 10. Su Metacritic ottiene un punteggio di 57 su 100 basato su 41 recensioni. La pellicola, inoltre, ha ottenuto una A su CinemaScore.

## Riconoscimenti
- 2018 - People's Choice Award[14]
  - Candidatura per il film d'azione preferito dal pubblico

## Sequel
Nell'agosto 2018, Fuqua annunciò i suoi piani di continuare la serie di film, esprimendo interesse per la trama ambientata in un contesto internazionale.
Nel gennaio 2022, è stato confermato che un terzo film di The Equalizer era in fase di sviluppo, con Washington che sarebbe tornato nel ruolo del protagonista. Fuqua dovrebbe dirigere il film. Le riprese principali erano programmate per iniziare nel 2022, con Washington che annunciava che il film sarebbe stato il prossimo che avrebbe realizzato.
Ad aprile 2022, la Sony ha confermato che il film sarebbe uscito il 1º settembre 2023. Le riprese sono iniziate nell'ottobre 2022 sulla Costiera amalfitana in Italia.